# 石山村 (愛媛県)
石山村（いしやまむら）は、愛媛県上浮穴郡にあった村。現在の喜多郡内子町立石・南山にあたる。

## 地理
- 山岳 ： 笹峠山、寒台山、うつむき山
- 河川 ： 小田子川、立石川

## 歴史
- 1889年（明治22年）12月15日 - 町村制の施行により、立石村・南山村の区域をもって発足。
- 1943年（昭和18年）4月1日 - 小田町村と合併し、改めて小田町村が発足。同日石山村廃止。